# エレオノーラ・ゴンザーガ (1493-1570)
エレオノーラ・ゴンザーガ（伊: Eleonora Gonzaga, 1493年12月31日 - 1570年2月13日）は、イタリアのマントヴァ侯爵家の公女で、ウルビーノ公フランチェスコ・マリーア1世の妻。
マントヴァ侯フランチェスコ2世とその妻でルネサンス文化の庇護者として名高いイザベッラ・デステとの間の長女として生まれた。1509年9月25日、教皇ユリウス2世の甥でウルビーノ公爵およびソーラ公爵であるフランチェスコ・マリーア1世と結婚した。エレオノーラは母親と同じく文芸の振興に熱心で、ピエトロ・ベンボ、ジャコポ・サドレート、バルダサーレ・カスティリオーネ、トルクァート・タッソらの人文主義者と親しく交際した。

## 子女
夫との間に生まれた子供たちのうち、成人したのは以下の5人である。
- グイドバルド2世（1514年 - 1574年） - ウルビーノ公
- イッポリータ（1525年 - 1561年） - モンタルト公アントーニオ・ダラゴーナ（ナポリ王フェルディナンド1世の庶子の息子）と結婚
- イザベッラ（1529年 - 1561年） - 1552年、マッサ＝カッラーラ公アルベリコ1世・チーボ＝マラスピーナ（Alberico I Cybo-Malaspina）と結婚
- ジュリア（1531年 - 1563年） - 1549年、モンテッキオ侯爵アルフォンソ・デステと結婚
- ジュリオ（1553年 - 1578年） - 枢機卿